# BMC Racing Team/Saison 2013
Dieser Artikel listet Erfolge und Fahrer des BMC Racing Teams in der Saison 2013 auf.

## Erfolge in der UCI WorldTour
In der Saison 2013 gelangen dem Team nachstehende Erfolge in der UCI WorldTour.
| Datum        | Rennen                     | Sieger           |
| ------------ | -------------------------- | ---------------- |
| 30. Juli     | 3. Etappe Polen-Rundfahrt  | Thor Hushovd     |
| 31. Juli     | 4. Etappe Polen-Rundfahrt  | Taylor Phinney   |
| 1. August    | 5. Etappe Polen-Rundfahrt  | Thor Hushovd     |
| 5. September | 12. Etappe Vuelta a España | Philippe Gilbert |
| 11. Oktober  | 1. Etappe Tour of Beijing  | Thor Hushovd     |

## Erfolge in der UCI America Tour
In der Saison 2013 gelangen dem Team nachstehende Erfolge in der UCI America Tour.
| Datum          | Rennen                                    | Kat. | Sieger             |
| -------------- | ----------------------------------------- | ---- | ------------------ |
| 17. Mai        | 6. Etappe Kalifornien-Rundfahrt (EZF)     | 2.HC | Tejay van Garderen |
| 12.–19. Mai    | Gesamtwertung Kalifornien-Rundfahrt       | 2.HC | Tejay van Garderen |
| 6. August      | 1. Etappe Tour of Utah                    | 2.1  | Greg Van Avermaet  |
| 20. August     | 2. Etappe USA Pro Cycling Challenge       | 2.HC | Mathias Frank      |
| 23. August     | 5. Etappe USA Pro Cycling Challenge (EZF) | 2.HC | Tejay van Garderen |
| 19.–25. August | Gesamtwertung USA Pro Cycling Challenge   | 2.HC | Tejay van Garderen |
| 5. September   | 2. Etappe Tour of Alberta                 | 2.1  | Silvan Dillier     |
| 7. September   | 4. Etappe Tour of Alberta                 | 2.1  | Cadel Evans        |

## Erfolge in der UCI Asia Tour
In der Saison 2013 gelangen dem Team nachstehende Erfolge in der UCI Asia Tour.
| Datum      | Rennen                  | Kat. | Fahrer                |
| ---------- | ----------------------- | ---- | --------------------- |
| 3. Februar | 1. Etappe Tour of Qatar | 2.HC | Brent Bookwalter      |
| 4. Februar | 2. Etappe Tour of Qatar | 2.HC | Mannschaftszeitfahren |

## Erfolge in der UCI Europe Tour
In der Saison 2013 gelangen dem Team nachstehende Erfolge in der UCI Europe Tour.
| Datum         | Rennen                                        | Kat. | Sieger            |
| ------------- | --------------------------------------------- | ---- | ----------------- |
| 16. Februar   | 1. Etappe Tour du Haut Var                    | 2.1  | Thor Hushovd      |
| 18. April     | 3. Etappe Giro del Trentino                   | 2.HC | Ivan Santaromita  |
| 22. Juni      | Italienische Meisterschaft – Straßenrennen    | CN   | Ivan Santaromita  |
| 23. Juni      | Italienische Meisterschaft – Einzelzeitfahren | CN   | Marco Pinotti     |
| 23. Juni      | Norwegische Meisterschaft – Straßenrennen     | CN   | Thor Hushovd      |
| 23. Juni      | Schweizer Meisterschaft – Straßenrennen       | CN   | Michael Schär     |
| 2. Juli       | 3. Etappe Österreich-Rundfahrt                | 2.HC | Thor Hushovd      |
| 3. Juli       | 4. Etappe Österreich-Rundfahrt                | 2.HC | Mathias Frank     |
| 4. Juli       | 5. Etappe Österreich-Rundfahrt                | 2.HC | Mathias Frank     |
| 22. Juli      | 3. Etappe Tour de Wallonie                    | 2.HC | Greg Van Avermaet |
| 24. Juli      | 5. Etappe Tour de Wallonie                    | 2.HC | Greg Van Avermaet |
| 20.–24. Juli  | Gesamtwertung Tour de Wallonie                | 2.HC | Greg Van Avermaet |
| 9. August     | 2. Etappe Arctic Race of Norway               | 2.1  | Thor Hushovd      |
| 11. August    | 4. Etappe Arctic Race Norway                  | 2.1  | Thor Hushovd      |
| 8.–11. August | Gesamtwertung Arctic Race Norway              | 2.1  | Thor Hushovd      |

## Zugänge – Abgänge
| Zugänge           | Team 2012                                | Abgänge            | Team 2013                 |
| ----------------- | ---------------------------------------- | ------------------ | ------------------------- |
| Dominik Nerz      | Liquigas-Cannondale                      | Johann Tschopp     | IAM Cycling               |
| Daniel Oss        | Liquigas-Cannondale                      | Mauro Santambrogio | Vini Fantini-Selle Italia |
| Lawrence Warbasse | BMC-Hincapie Sportswear Development Team | Timothy Roe        | BMC Development Team      |
| Sebastian Lander  | Glud & Marstrand-LRØ                     | George Hincapie    | Karriereende              |

## Mannschaft

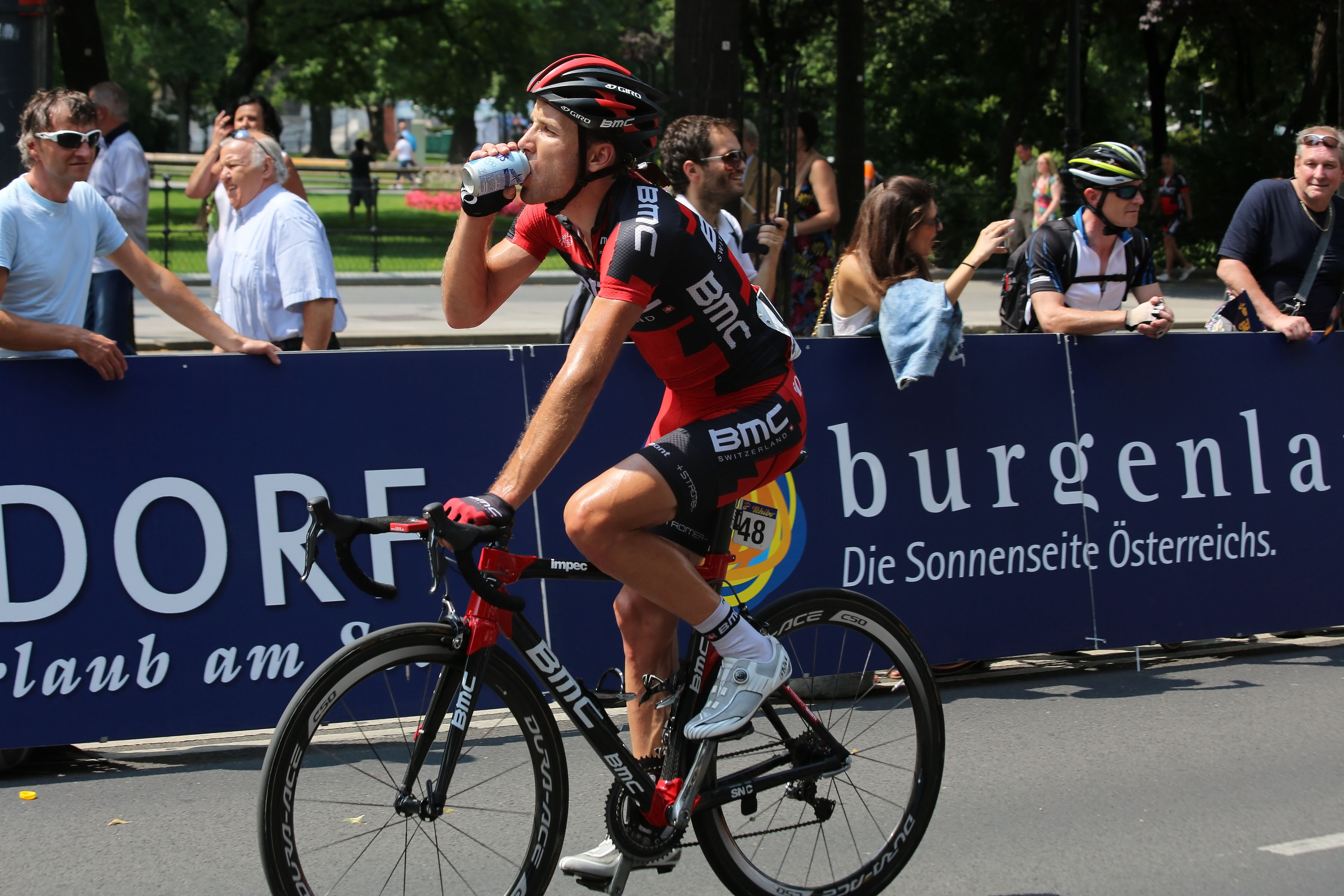
Danilo Wyss (Österreich-Rundfahrt 2013)

| Name               | Geburtstag         | Nationalität           |              |
| ------------------ | ------------------ | ---------------------- | ------------ |
| Alessandro Ballan  | 6. November 1979   | Italien                |              |
| Adam Blythe        | 1. Oktober 1989    | Vereinigtes Königreich |              |
| Brent Bookwalter   | 16. Februar 1984   | Vereinigte Staaten     |              |
| Marcus Burghardt   | 30. Juni 1983      | Deutschland            |              |
| Steve Cummings     | 19. März 1981      | Vereinigtes Königreich |              |
| Yannick Eijssen    | 26. Juni 1989      | Belgien                |              |
| Cadel Evans        | 14. Februar 1977   | Australien             |              |
| Mathias Frank      | 9. Dezember 1986   | Schweiz                |              |
| Tejay van Garderen | 12. August 1988    | Vereinigte Staaten     |              |
| Philippe Gilbert   | 5. Juli 1982       | Belgien                |              |
| Thor Hushovd       | 18. Januar 1978    | Norwegen               |              |
| Martin Kohler      | 17. Juli 1985      | Schweiz                |              |
| Sebastian Lander   | 11. März 1991      | Dänemark               |              |
| Klaas Lodewyck     | 24. März 1988      | Belgien                |              |
| Amaël Moinard      | 2. Februar 1982    | Frankreich             |              |
| Steve Morabito     | 30. Januar 1983    | Schweiz                |              |
| Dominik Nerz       | 25. August 1989    | Deutschland            |              |
| Daniel Oss         | 13. Januar 1987    | Italien                |              |
| Taylor Phinney     | 27. Juni 1990      | Vereinigte Staaten     |              |
| Marco Pinotti      | 25. Februar 1976   | Italien                |              |
| Manuel Quinziato   | 30. Oktober 1979   | Italien                |              |
| Ivan Santaromita   | 30. April 1984     | Italien                |              |
| Michael Schär      | 29. September 1986 | Schweiz                |              |
| Greg Van Avermaet  | 17. Mai 1985       | Belgien                |              |
| Lawrence Warbasse  | 28. Juni 1990      | Vereinigte Staaten     |              |
| Danilo Wyss        | 26. August 1985    | Schweiz                |              |
| Stagiaires         | Stagiaires         | Nationalität           | Nationalität |
| Silvan Dillier     | Silvan Dillier     | Schweiz                |              |
| Jakub Novák        | Jakub Novák        | Tschechien             |              |
| Julien Taramarcaz  | Julien Taramarcaz  | Schweiz                |              |